# Kintaro (Mortal Kombat)
Kintaro es un personaje ficticio de la serie de videojuegos de lucha Mortal Kombat. Hizo su primera aparición en Mortal Kombat II como subjefe del juego.

## Biografía ficticia
Kintaro es un humanoide gigantesco con cuatro brazos, perteneciendo a la subespecie de shokan-tigre separada de la realeza, shokan-dragón, como Goro o Sheeva. Su clase es conocida por su gran crueldad y fiereza. Esto lo hace uno de los guerreros más temibles de todas las razas y tiene la capacidad de escupir bolas de fuego a grandes distancias, que está inspirado en una antigua leyenda china. Kintaro es un shokan de poca paciencia, prefiere usar la fuerza física como primera opción. Siendo el comandante supremo de las fuerzas del Mundo Exterior, es el segundo al mando solo detrás de Shao Kahn.
Cuando el príncipe Goro desapareció, su padre, el rey Gorbak, encomendó a Kintaro vengar su caída y ponerse al servicio de Shao Kahn. Fue cuando Kintaro destrozó cruelmente a un centauro en un sangriento combate para decidir qué raza era digna de servir al emperador como subcomandante, que llamó la atención de Shao Kahn. Kintaro fue nombrado general de la armada de Shao Kahn. Mucho más fuerte, ágil y joven que Goro, él estaba furioso por la derrota de Goro y juró tomar venganza en los Guerreros de la Tierra responsables. Acompañó a Shang Tsung, Baraka, Kitana y Mileena en La Tierra con el objetivo de matar a los monjes shaolin. Tuvo una fiera batalla con Jax Briggs, pero fue interrumpida por Raiden , quien aparentemente lo destruyó con un rayo.
En Mortal Kombat Trilogy, se lo ve merodeando en la Tierra durante la invasión del Mundo Exterior. En los eventos Mortal Kombat: Armageddon, Shinnok usó un clon de Kintaro para probar la fuerza de Taven.
En Mortal Kombat 9, Kintaro está en la nueva línea temporal y llega a tener un rol más importante, siendo el responsable de las quemaduras que cubren el cuerpo de Kabal. Durante el segundo torneo, Kung Lao derrota a Shang Tsung y Quan Chi, a petición de Raiden, por pensar que él era el destinado a su visión "él debe ganar", y termina enfrentando al shokan, a quien también derrota. Luego aparece durante la invasión de Shao Khan en la Tierra, quemando a Kabal, para luego luchar y perder contra Kurtis Stryker. Más tarde se enfrenta a Cyber Sub-Zero, el hermano menor del original Sub Zero, pero transformado en cyborg. Junto con Goro, ambos son sobrepasados por el guerrero de hielo.
Durante los cómics de Mortal Kombat X Kintaro es decapitado por Sonya Blade mientras ella está bajo la influencia de la maldición del "Código de Sangre" de Havik.

## Apariciones en los juego

### Mortal Kombat II

#### Subjefe
Kintaro es el personaje que antecede a Shao Kahn en la Torre, sus sprites son generados por un ordenador, no utiliza la captura digital. En él no se puede ejecutar ningún remate.

#### Movimientos especiales
- Descarga de shokan: Kintaro dispara una bola de energía al oponente.
- Agarre cuádruple: Kintaro sujeta a su oponente con sus dos brazos inferiores y golpea sus hombros con sus brazos superiores.
- Pisada de telepuerto: Desvaneciéndose de la pantalla, una silueta va por encima, caerá con todo su peso sobre su oponente.
- Risa: Mueve su cabeza y brazos simulando una carcajada y en oportunidades se coloca en posición de victoria.

### Mortal Kombat Trilogy

#### Subjefe
Kintaro es un personaje seleccionable en las versiones de PlayStation, Sega Saturn y PC, pero al vencer a Motaro en la Torre, en algunas modalidades, se debe enfrentar a Kintaro junto a Goro en un Endurance.

#### Movimientos especiales
- Descarga de shokan: Kintaro dispara una bola de energía al oponente.
- Agarre cuádruple: Kintaro sujeta a su oponente con sus dos brazos inferiores y golpea sus hombros con sus brazos superiores.
- Pisada de telepuerto: Desvaneciéndose de la pantalla, una silueta va por encima, caerá con todo su peso sobre su oponente.
- Risa: Mueve su cabeza y brazos simulando una carcajada y en oportunidades se coloca en posición de victoria.

### Mortal Kombat: Armageddon
Kintaro aparece como un personaje seleccionable desde el principio.

#### Movimientos especiales
Bola de fuego: Puede lanzar una bola de fuego a través de sus manos.
Agarre: Cuando está cerca de un personaje, con sus brazos inferiores agarra al enemigo y con los superiores lo golpea.
Agarre rápido: Kintaro avanza a una gran velocidad, toma al oponente y lo aplasta contra el suelo.
Agarre de aire: Kintaro aspira el aire con fuerza, y si el oponente está en rango, lo atrae hacia él, que cuando lo agarra, los golpea con los brazos superiores y lo deja en el suelo.
Grito de guerra: Kintaro produce un rugido y lo cura levemente.

#### Final
Después de derrotar a Blaze, una truenosa voz ofreció a Kintaro cuatro espadas mágicas. Cada una tendría el poder de cualquier guerrero a su elección. Kintaro decidió darles a las espadas los poderes del fuego, hielo, caos y orden. Empuñadas por invisibles manos, cada espada encontró a su víctima y la asesinó. Las vencidas almas fueron pasadas a las armas y allí quedarán. Con los poderes de Scorpion, Sub Zero, Havik y Hotaru a su control, nadie desafiará a Kintaro y sobrevivirá.

### Mortal Kombat 9

#### Movimientos especiales
- Bola de fuego: Puede lanzar una bola de fuego a través de sus manos.
- Agarre: Cuando está cerca de un personaje, con sus brazos inferiores agarra al enemigo y con los superiores lo golpea.
- Pisada de telepuerto: Desvaneciéndose de la pantalla, una silueta va por encima, caerá con todo su peso sobre su oponente.

## Apariciones de Kintaro
- Mortal Kombat II (1993)
- Mortal Kombat Trilogy (1996)
- Mortal Kombat: Shaolin Monks (2005)
- Mortal Kombat: Armageddon (2006)
- Mortal Kombat 9 (2011)
- Mortal Kombat X Cómics (2015)